# Ingrid Alexandra di Norvegia
Ingrid Alexandra di Norvegia (Oslo, 21 gennaio 2004) è una principessa norvegese, primogenita del principe ereditario Haakon di Norvegia e della principessa Mette-Marit, quindi seconda nella linea di successione al trono.

## Biografia

### Nascita e battesimo
Nata il 21 gennaio 2004 alle ore 9:13 al Rikshospitalet di Oslo, è la figlia primogenita del principe ereditario Haakon di Norvegia e della principessa Mette-Marit Tjessem Høiby.
Ingrid Alexandra è stata battezzata dal vescovo di Oslo Gunnar Stålsett il 17 aprile 2004 presso la cappella del palazzo reale. I suoi padrini sono suo nonno paterno, il re Harald V di Norvegia, e l'allora Principe ereditario Federico di Danimarca e l'allora Principe delle Asturie Filippo. Sue madrine sono sua zia paterna Marta Luisa di Norvegia, la Principessa Ereditaria di Svezia Vittoria e la nonna materna Marit Tjessem.

#### Legge salica

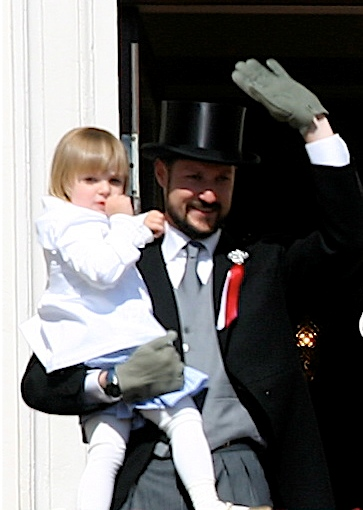
La principessa Ingrid Alexandra con il padre Haakon di Norvegia, nel 2007

La costituzione della Norvegia è stata modificata nel 1990 per introdurre la primogenitura assoluta, criterio di successione mediante il quale il figlio maggiore del sovrano succede al trono, indipendentemente dal sesso. Grazie a questa riforma la sua posizione è rimasta invariata dopo la nascita del fratello Sverre Magnus il 3 dicembre 2005.
La principessa diventerà la prima regina regnante di Norvegia dopo Margherita I di Danimarca, che regnò sulla Norvegia, sulla Danimarca e sulla Svezia dal 1388 fino alla sua morte nel 1412. Con Vittoria di Svezia, Estelle di Svezia, Caterina Amalia dei Paesi Bassi, Elisabetta del Belgio e Leonor di Spagna, è tra le sei principesse che saranno presumibilmente chiamate a regnare in Europa.

### Educazione e formazione
La principessa ha iniziato a frequentare l'asilo ad Asker il 4 novembre 2006, è poi passata alla scuola primaria di Jansløkka il 19 agosto 2010, istituto pubblico precedentemente frequentato anche dal fratellastro Marius Borg Høiby.
Il 19 agosto 2014 Ingrid Alexandra si è trasferita alla Oslo International School a Bærum, scuola privata in lingua inglese. Nell'autunno del 2020, ha iniziato gli studi superiori presso la scuola secondaria superiore Elvebakken di Oslo. Si è diplomata nell'aprile 2023.
Nel 2024 ha intrapreso l'addestramento militare di 12 mesi presso il Battaglione del Genio della Brigata Nord.

### Sport
Nell'ottobre 2020 la principessa ha vinto l'oro ai campionati nazionali junior di surf. Pratica anche kickboxing e sci.

### Incarichi di corte
La principessa ha già partecipato a numerose rappresentazioni ufficiali. Normalmente si unisce alla famiglia reale sul balcone del palazzo reale il 17 maggio, giorno della Costituzione norvegese.
Il 19 giugno 2010 ha fatto da damigella al matrimonio della sua madrina, la principessa ereditaria di Svezia, con Daniel Westling.
Nel dicembre 2012 Ingrid Alexandra ha partecipato a un'intervista con il padre per una trasmissione norvegese in aiuto dell'organizzazione ambientalista per bambini Environmental Agents. Avrebbe dovuto partecipare la madre della principessa, ma per motivi di salute è stata sostituita dal marito. Il 4 maggio 2015 ella ha battezzato ufficialmente un battello di soccorso della Redningsselskapet, chiamato Elias.
Il 12 febbraio 2016 la principessa si è prestata come ultima tedofora ai II Giochi olimpici giovanili invernali disputati a Lillehammer, proprio come aveva fatto suo padre ventidue anni prima ai Giochi olimpici invernali di Lillehammer del 1994. Ingrid Alexandra ha acceso la fiamma olimpica, mentre il nonno Harald V di Norvegia ha aperto i giochi.

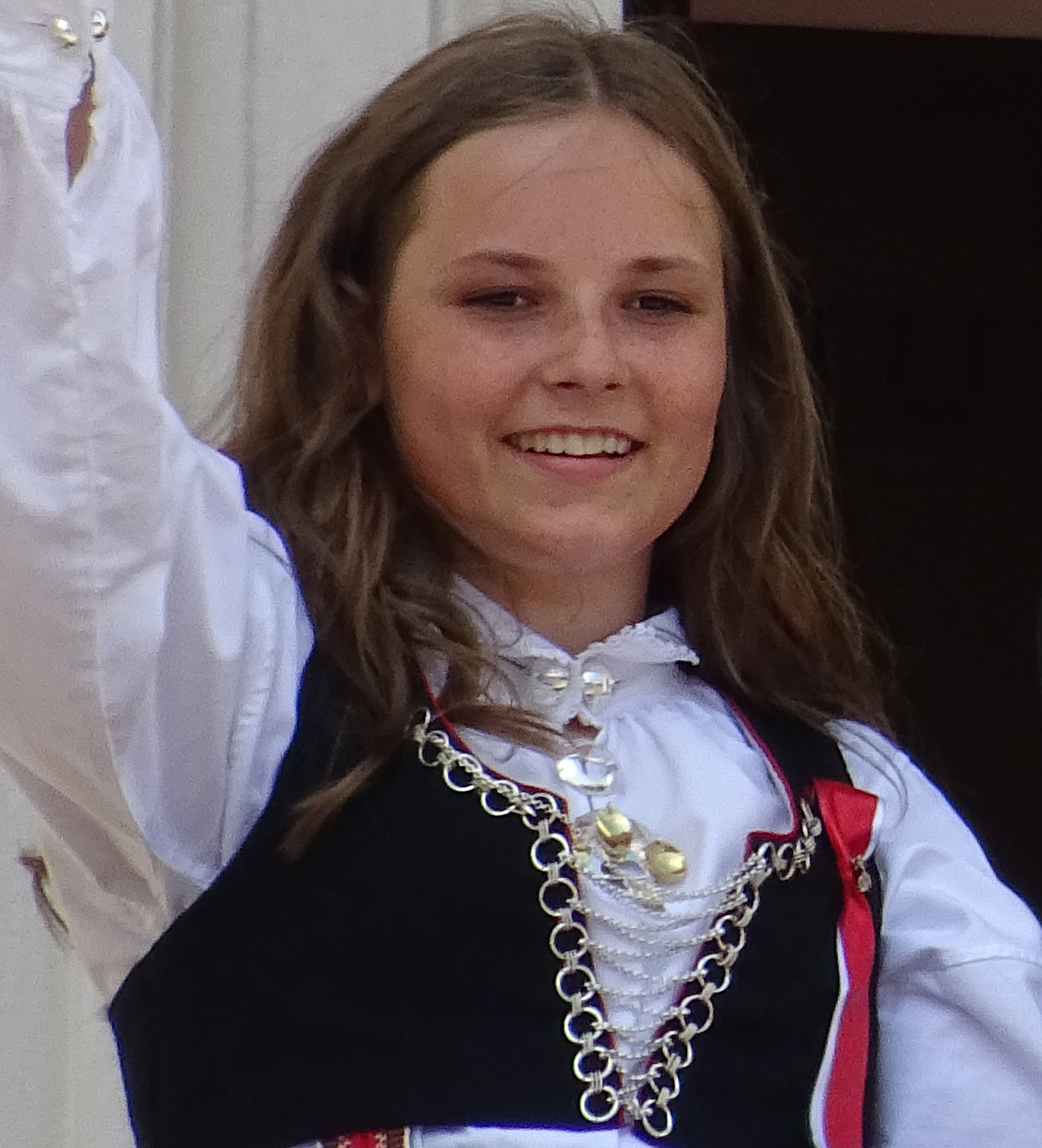
La principessa Ingrid Alexandra di Norvegia nel giorno della costituzione del 2018

Nel 2018 la principessa ha offerto una visita guidata del parco al duca e alla duchessa di Cambridge, in occasione della loro visita ufficiale in Norvegia.
Il 20 gennaio 2022 Ingrid Alexandra ha visitato i palazzi dei tre poteri norvegesi: lo Storting, la Corte Suprema e l'ufficio del Primo ministro. Suo padre, il principe ereditario Haakon, fece lo stesso nel giorno del suo diciottesimo compleanno nel 1991. Il giorno del suo compleanno, il 21 gennaio, ha partecipato a una riunione del Consiglio di Stato insieme al padre e al re Harald V.

## Titoli e trattamento
- 21 gennaio 2004 – attuale: Sua Altezza Reale, la principessa Ingrid Alexandra di Norvegia

## Onorificenze

Monogramma reale della principessa Ingrid Alexandra di Norvegia

## Ascendenza
|                              |                          |                                 | Genitori                      |  |  | Nonni |  |  | Bisnonni           |  |  | Trisnonni              |  |
|                              |                          |                                 |                               |  |  |       |  |  | Olav V di Norvegia |  |  | Haakon VII di Norvegia |  |
|                              |                          |                                 |                               |  |  |       |  |  | Olav V di Norvegia |  |  | Haakon VII di Norvegia |  |
|                              |                          | Maud di Gran Bretagna           |                               |  |  |       |  |  | Olav V di Norvegia |  |  |                        |  |
| Harald V di Norvegia         |                          |                                 |                               |  |  |       |  |  | Olav V di Norvegia |  |  |                        |  |
|                              |                          | Marta di Svezia                 | Carlo di Svezia               |  |  |       |  |  |                    |  |  |                        |  |
|                              |                          | Marta di Svezia                 | Carlo di Svezia               |  |  |       |  |  |                    |  |  |                        |  |
|                              |                          | Marta di Svezia                 | Ingeborg di Danimarca         |  |  |       |  |  |                    |  |  |                        |  |
| Haakon di Norvegia           |                          | Marta di Svezia                 |                               |  |  |       |  |  |                    |  |  |                        |  |
|                              |                          | Karl August Haraldsen           | Halvor Haraldsen Olsbrygge    |  |  |       |  |  |                    |  |  |                        |  |
|                              |                          | Karl August Haraldsen           | Halvor Haraldsen Olsbrygge    |  |  |       |  |  |                    |  |  |                        |  |
|                              |                          | Karl August Haraldsen           | Karete Josefine Nielsdatter   |  |  |       |  |  |                    |  |  |                        |  |
| Sonja Haraldsen              |                          | Karl August Haraldsen           |                               |  |  |       |  |  |                    |  |  |                        |  |
|                              |                          | Dagny Ulrichsen                 | Johan Christian Ulrichsen     |  |  |       |  |  |                    |  |  |                        |  |
|                              |                          | Dagny Ulrichsen                 | Johan Christian Ulrichsen     |  |  |       |  |  |                    |  |  |                        |  |
|                              |                          | Dagny Ulrichsen                 | Marie Berntine Hansen         |  |  |       |  |  |                    |  |  |                        |  |
| Ingrid Alexandra di Norvegia |                          | Dagny Ulrichsen                 |                               |  |  |       |  |  |                    |  |  |                        |  |
|                              | Bjarne Kristiansen Høiby | Ole Christian Olsen Høiby       |                               |  |  |       |  |  |                    |  |  |                        |  |
|                              | Bjarne Kristiansen Høiby | Ole Christian Olsen Høiby       |                               |  |  |       |  |  |                    |  |  |                        |  |
|                              | Bjarne Kristiansen Høiby | Elen Serine Bjørnsdatter Serine |                               |  |  |       |  |  |                    |  |  |                        |  |
| Sven Olav Bjarte Høiby       | Bjarne Kristiansen Høiby |                                 |                               |  |  |       |  |  |                    |  |  |                        |  |
|                              |                          | Ingrid Andrea Tvedt             | Osmund Salvesen Tvedt         |  |  |       |  |  |                    |  |  |                        |  |
|                              |                          | Ingrid Andrea Tvedt             | Osmund Salvesen Tvedt         |  |  |       |  |  |                    |  |  |                        |  |
|                              |                          | Ingrid Andrea Tvedt             | Amalia Catrine Schølberg      |  |  |       |  |  |                    |  |  |                        |  |
| Mette-Marit Tjessem Høiby    |                          | Ingrid Andrea Tvedt             |                               |  |  |       |  |  |                    |  |  |                        |  |
|                              |                          | Sverre Tjessem                  | Johannes Samuelson Tjessem    |  |  |       |  |  |                    |  |  |                        |  |
|                              |                          | Sverre Tjessem                  | Johannes Samuelson Tjessem    |  |  |       |  |  |                    |  |  |                        |  |
|                              |                          | Sverre Tjessem                  | Elisabeth Tollaksdatter Mysse |  |  |       |  |  |                    |  |  |                        |  |
| Marit Tjessem                |                          | Sverre Tjessem                  |                               |  |  |       |  |  |                    |  |  |                        |  |
|                              |                          | Brita Tormodsdatter Fosso       | Tormod Torsteinson Fosso      |  |  |       |  |  |                    |  |  |                        |  |
|                              |                          | Brita Tormodsdatter Fosso       | Tormod Torsteinson Fosso      |  |  |       |  |  |                    |  |  |                        |  |
|                              |                          | Brita Tormodsdatter Fosso       | Eli Olavsdatter Kjosås        |  |  |       |  |  |                    |  |  |                        |  |
|                              |                          | Brita Tormodsdatter Fosso       |                               |  |  |       |  |  |                    |  |  |                        |  |